# Guineu voladora de Woodford
La guineu voladora de Woodford (Pteropus woodfordi) és una espècie de ratpenat de la família dels pteropòdids. És endèmica de Salomó. El seu hàbitat natural són els boscos madurs, tot i que també se'l troba a jardins de plana i altres hàbitats. Està amenaçada per la desforestació i, a certs llocs, per la caça.